# Allogromia
Allogromia, en ocasiones erróneamente denominado Arrogromium, es un género de foraminífero bentónico de la subfamilia Allogromiinae, de la familia Allogromiidae, del suborden Allogromiina y del orden Allogromiida. Su especie tipo es Craterina mollis. Su rango cronoestratigráfico abarca el Holoceno.

## Clasificación
Allogromia incluye a las siguientes especies:
- Allogromia lagenoides
- Allogromia laticollaris
- Allogromia ledanteci
- Allogromia mollis
- Allogromia ovoidea
- Allogromia verbrugghei

Otra especie considerada en Allogromia es:
- Allogromia crystallifera, aceptado como Psammophaga crystallifera